# Кішка Петро Маркович
Кішка Петро Маркович (1828, с. Ометинці, Гайсинський повіт, Подільська губернія, нині Немирівський район, Вінницька область — 1 лютого 1882, Ометинці) — легендарний матрос, учасник Кримської війни.

## Життєпис
Народився в родині селянина-кріпака. 16 травня 1849 року власник села Казимір Яловицький, який мешкав головним чином у Петербурзі й Варшаві, запідозривши Петра Кішку в зв'язках з учасниками селянського повстання на Поділлі, віддав його в рекрути. 20 серпня (1 вересня) того ж року Петро Кішка прибув до Севастополя. Тут його було зараховано матросом до 30-го флотського екіпажу. Спочатку він плавав на різних військових кораблях, а коли 1854 року під час Кримської війни почалась облога Севастополя, Кішка був призначений на батарею капітан-лейтенанта Перекомського (де служив також Шевченко Ігнатій Володимирович). Батарея була розташована між 3-м і 4-м бастіонами — між Бамборською висотою і Бульварною гіркою в кінці Південної бухти, що в районі нинішнього залізничного вокзалу.

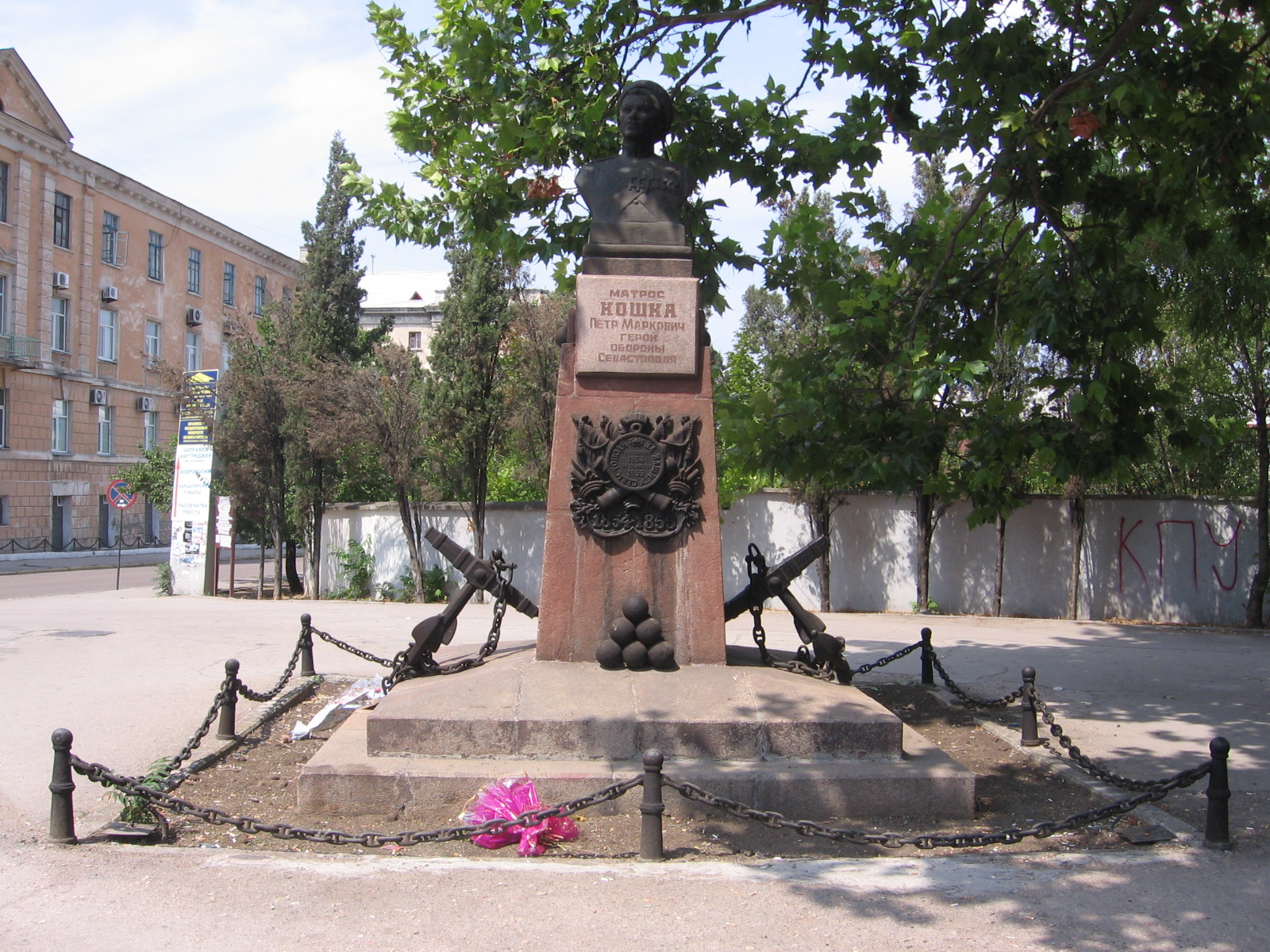
Пам'ятник матросу Кішці в Севастополі

Брав участь у вісімнадцяти вилазках в тил ворога і часто діяв сам — майже щоночі ходив у секрети і повертався з полоненими і важливими відомостями про ворога. Про нього в Севастополі казали, що це той Кішка, що ночами ловив французьких та британських мишей. Він двічі був поранений, підвищений в чині до квартирмейстера, нагороджений Знаком відзнаки Військового ордена св. Георгія, а також двома медалями — срібною за захист Севастополя і бронзовою в пам'ять про Кримську війну.
Повернувшись до рідного села, матері в живих вже не застав. Землі родина не мала, і Петро став чумакувати. Кілька разів їздив по сіль та рибу до Одеси, Миколаєва, Херсона, працював у лісництві.
1863 року його знову взяли на службу — на Балтійський флот. У Петербурзі Кішка зустрів одного з чільних учасників оборони Севастополя генерал-лейтенанта Степана Олександровича Хрульова. Він розповів генералу, що ще двічі був представлений до нагороди в Севастополі, але подання десь «загубились». Хрульов написав від себе по інстанції, і в грудні 1863 року Кішка отримав золотий Георгіївський хрест 2-го ступеня.
Він прослужив ще чотири роки. Повернувшись знову додому, одружився і останні роки свого життя провів у рідному селі, отримуючи невелику пенсію.
Помер і був похований на батьківщині. Точне місце поховання невідоме.

## Вшанування пам'яті

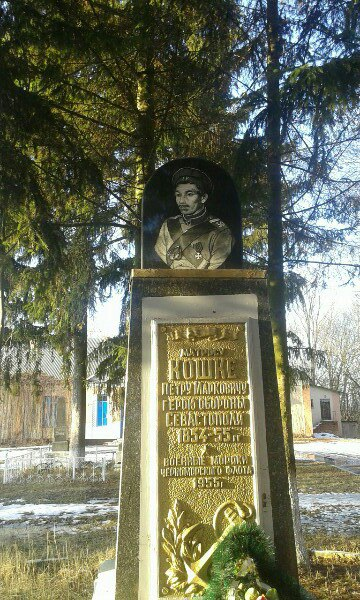
Пам'ятник П. М. Кошці в Ометинцях (2016 р.)

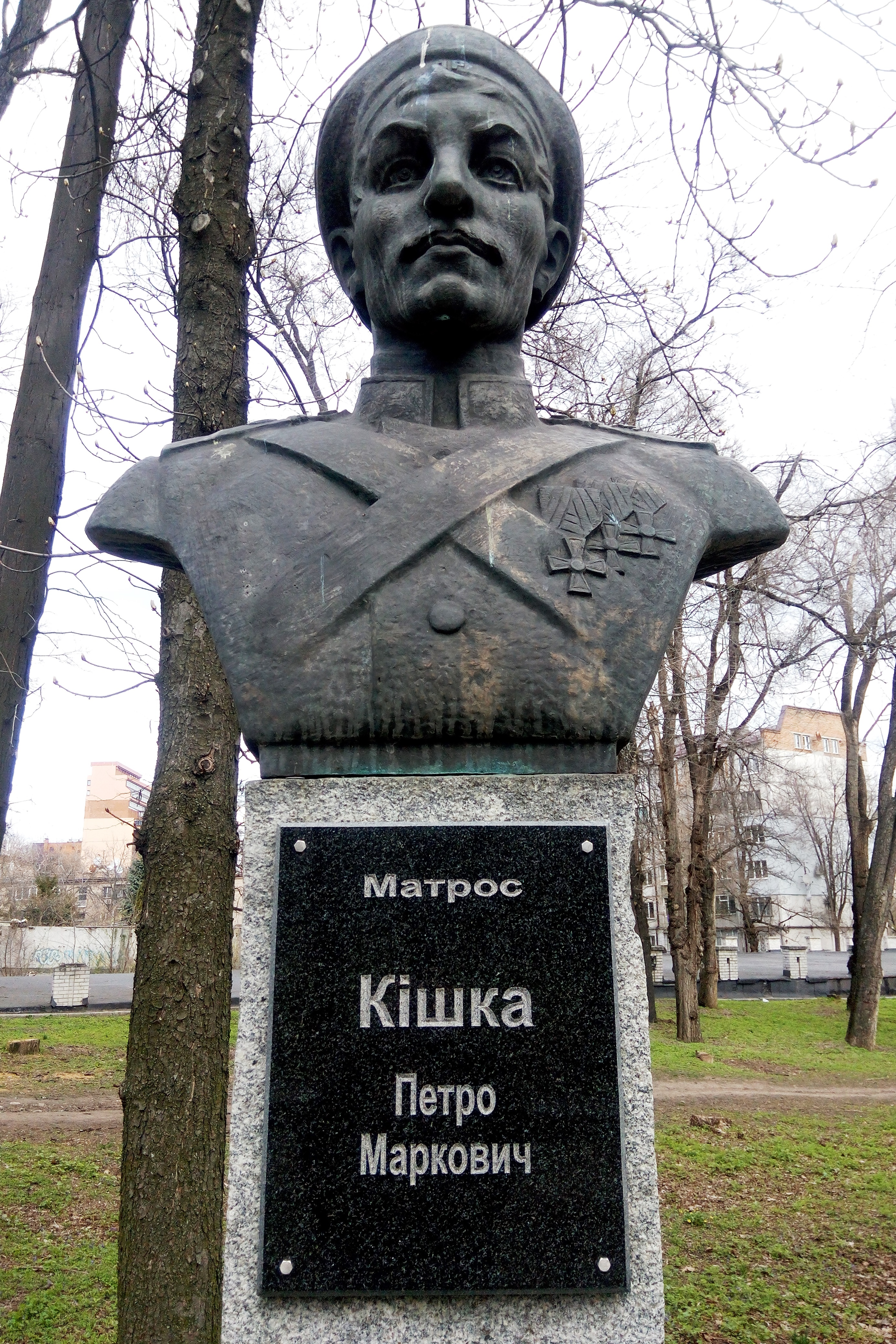
Погруддя П. М. Кошці на алеї Севастопольського парку в Дніпрі

Образ матроса Кішки виведений практично у всіх художніх творах, що оповідають про Кримську війну.
Йому встановлений пам'ятник у Севастополі. Вшанували його і земляки — в селі Ометинці (тоді Ситковецького району) 15 серпня 1955 відбулося урочисте відкриття пам'ятника.
Ім'ям Петра Кішки названа вулиця біля підніжжя Малахового кургану, вулицю у Вінниці. У березні 2014 у рідному селі Петра Кішки Ометинцях невідомими було викрадено погруддя героя.